# Cuba y el camarógrafo
Cuba y el camarógrafo (Cuba and the Cameraman, en inglés) es una película documental estadounidense de 2017 escrita, dirigida y coproducida por Jon Alpert. La película es una programación original de Netflix y se mostró por primera vez en el 74° Festival Internacional de Cine de Venecia. 

## Argumento
La película muestra a Cuba en el transcurso de 45 años a través de la mirada de Jon Alpert. En el film, se muestran las vidas de varias familias y personas cubanas a las que Alpert sigue a lo largo del tiempo. La película muestra la vida en Cuba en diferentes momentos: cuando la isla recibía subsidios de la Unión Soviética, la época del período especial, la década del 2000 y la muerte de Fidel Castro en 2016. El documental también incluye fragmentos de las entrevistas que Alpert mantuvo con Fidel Castro en varias oportunidades.  

## Producción
Alpert comenzó a visitar Cuba en los años 70. Después de fundar el "Downtown Community Television Center" en Nueva York, se interesó cada vez más por las políticas de Cuba. En el documental, Alpert menciona que "Escuchamos que Fidel Castro estaba implementando los programas sociales por los que estábamos luchando aquí en Nueva York". La película fue editada a partir de más de 1.000 horas de metraje, filmadas por Alpert en varias visitas a Cuba.

## Recepción
En Rotten Tomatoes, el film tiene un ranking de 100% basado en siete reseñas, con un ranking promedio de 7.7/10. Metacritic, que utiliza otro sistema de ranking, le asignó un puntaje de 82 sobre 100, en base a las opiniones de cinco críticos, indicando "Aclamación universal". Glenn Kenny del The New York Times escribió: "En parte debido a sus puntos ciegos en temas políticos, "Cuba y el camarógrafo" es cautivadora. (Sin importar lo que pienses de la perspectiva de Alpert, es interesante). Pero vale la pena mirarla debido a las historias humanas como las que presenta".
David Ehrlich de IndieWire le dio a la película un B+ y dijo: "Si Alpert hubiera sido un poco menos genial, si solo hubiera cavado un poco más profundo, si solo se hubiera sacado de la ecuación, o hubiera ido por otro lado y hubiera sido mucho más introspectivo sobre sus sentimientos complicados sobre Castro, entonces "Cuba y el camarógrafo" podría haber sido más que una simple ventana a un mundo extranjero. Pero las ventanas son importantes; sin ellas, nunca podríamos ver a través de nuestras paredes. Y esta es una ventana tan clara y amplia como es posible encontrar".
Sheri Linden, del Los Angeles Times, dijo sobre la película: "Como un retrato a lo largo de las décadas, al ras del suelo, no existen precedentes para esta película vibrante". Neil Young de The Hollywood Reporter escribió: "Una obra de humanismo de la vieja escuela que se cierne entre el fervor pro revolucionario y una postura documental más objetiva, Cuba y el camarógrafo se sustenta en los fuertes lazos de confianza que el gregario Alpert evidentemente ha podido mantener con cubanos de varios niveles de esta sociedad teóricamente sin clases".